# Gabriel Antonio Mestre
Gabriel Antonio Mestre (Mar del Plata, 15 de setembro de 1968) é um prelado argentino da Igreja Católica. É o atual arcebispo emérito de La Plata.

## Biografia inicial
Foi batizado na Paróquia San José de Mar del Plata e recebeu a Primeira Comunhão na Paróquia San Pablo, na mesma cidade. Foi crismado na Iglesia Catedral de los Santos Pedro y Cecilia na cidade de Mar del Plata em outubro de 1984. Completou seus estudos primários na Escola nº 61 e os secundários na ENET nº 1 onde recebeu o título de técnico químico. Durante um ano estudou Serviço Social na Universidade Nacional de Mar del Plata.

## Vida eclesiástica
Em março de 1989 ingressou no Seminário San José de La Plata. Obteve a licenciatura em teologia bíblica na Pontifícia Universidade Católica da Argentina.
Foi ordenado à ordem do diaconado em 2 de agosto de 1996, onde desempenhou tarefas pastorais tanto no Seminário como na Igreja Catedral de Mar del Plata, e à ordem do presbitério em 16 de maio de 1997, com ambas as celebrações acontecendo na Catedral de Santos Pedro e Cecília em Mar del Plata, presididas pelo então bispo de Mar del Plata, José María Arancedo.
Anos depois, estudou Teologia com especialização em Sagradas Escrituras na Pontifícia Universidade Católica de Buenos Aires, onde foi sacerdote no serviço pastoral da paróquia de San José del Talar residente no conventorio do Seminário Maior Metropolitano da Arquidiocese de Buenos Aires.
Foi vigário paroquial da catedral de Mar del Plata entre 1997 e 2000, pároco de Asunción de la Virgen e, ao mesmo tempo, capelão do hospital materno-infantil de Mar del Plata de 2002 a 2010. Além disso, foi membro do conselho presbiteral e do colégio de consultores, vice-reitor e professor da Escola Universitária de Teologia de Mar del Plata, fundador e assessor da Comissão Bíblica Diocesana, representante eclesiástico do Instituto de Formação Pablo VI (entre 2002 e 2007) e assessor do Secretariado Diocesano de Pastoral Familiar, de 2010 a 2014. De 2012 a 2017, foi o vigário-geral de Mar del Plata e pároco da catedral.

## Vida episcopal
O Papa Francisco o nomeou bispo da Diocese de Mar del Plata em 18 de julho de 2017. A sua ordenação episcopal ocorreu em 26 de agosto seguinte, na na Catedral de Mar del Plata, sendo o sagrante principal o seu predecessor, Antonio Marino, coadjuvado por José María Arancedo, arcebispo de Santa Fe de la Vera Cruz, por Juan Alberto Puiggari, arcebispo de Paraná.
Em 28 de julho de 2023, o Papa Francisco o nomeou arcebispo de La Plata. Fez sua entrada solene em 16 de setembro.
Dentro da Conferência Episcopal Argentina, é presidente da Comissão Episcopal de Catequese, Animação e Pastoral Bíblica.
Após uma audiência com o Papa Francisco para discutir alguns aspectos da Diocese de Mar del Plata após sua transferência para a Arquidiocese de La Plata, depois de confrontar algumas percepções diferentes com o que aconteceu naquela Diocese desde novembro de 2023 até maio de 2024, o Papa lhe pediu para renunciar à sé de La Plata. Teve sua renúncia aceite em 27 de maio de 2024.

## Opiniões
Em várias entrevistas realizadas durante algum tempo, enalteceu a comunhão dos divorciados "com total e absoluta liberdade", sublinhou que o aborto é um assunto "delicado" e "complexo" e explicou que tinha nomeado pessoas que viviam em "casamentos" entre pessoas do mesmo sexo em cargos pastorais e tinham pessoas confirmadas "em situação de travestismo".